# Flamstead (Royaume-Uni)
Pour les articles homonymes, voir Flamstead.
Flamstead est une paroisse civile et un village du Hertfordshire, en Angleterre.